# Centro de Idiomas de la Universidad Nacional Mayor de San Marcos
El Centro de Idiomas de la Universidad Nacional Mayor de San Marcos (siglas: CEID-UNMSM) es la institución de dicha universidad encargada de la enseñanza de idiomas a la comunidad universitaria y al público en general. Fue fundado en 1988 como una dependencia de la Universidad de San Marcos de Lima, Perú. La enseñanza se desarrolla en la Facultad de Letras y Ciencias Humanas en la ciudad universitaria, distrito de Lima.

## Historia
El Centro de Idiomas fue fundado en 1988 como una dependencia de la Universidad de San Marcos de Lima, Perú.

## Estudios

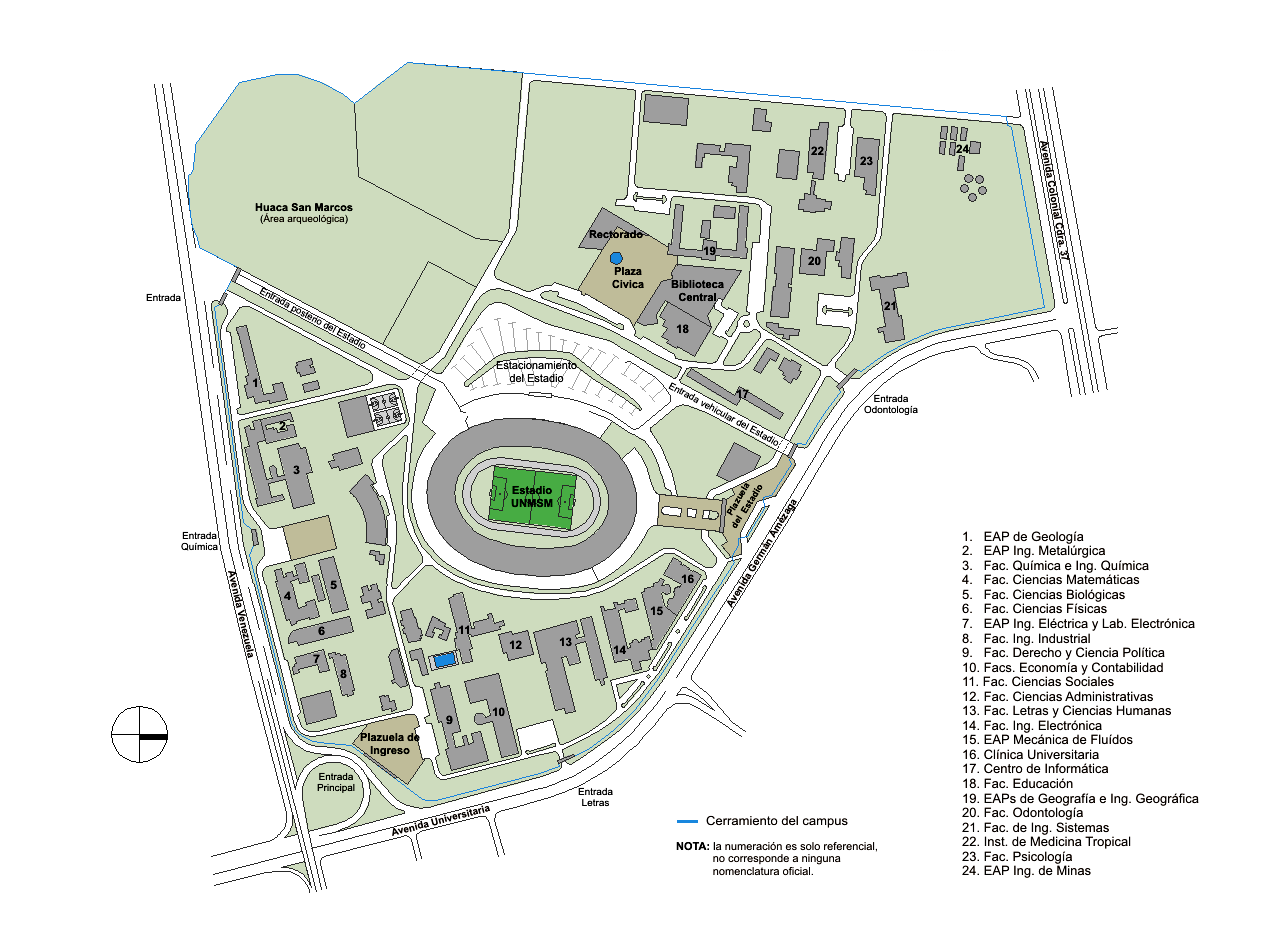
Mapa de la "Ciudad Universitaria de la Universidad Nacional Mayor de San Marcos", ubicada en el centro de Lima. Una de las del Centro de Idiomas se la Facultad de Letras y Ciencias Humanas, en el interior de la "Ciudad universitaria".

El Centro de Idiomas brinda la enseñanza de idiomas de manera: intensiva (ordinario, de 1 ciclo por mes), super intensiva (de 2 ciclos por mes) y, de sábados y domingos (de 1 ciclo por mes). Los cursos se brindan en diversos horarios teniendo como requisito la conformación de grupo de mínimos 10 personas, salvo casos especiales. La duración de los cursos son las siguientes:
| Duración de los cursos (ciclos) | Duración de los cursos (ciclos) | Duración de los cursos (ciclos) | Duración de los cursos (ciclos) | Duración de los cursos (ciclos) | Duración de los cursos (ciclos) |
| IDIOMAS                         | Básico                          | Intermedio                      | Avanzado                        | TOTAL                           |                                 |
| ------------------------------- | ------------------------------- | ------------------------------- | ------------------------------- | ------------------------------- | ------------------------------- |
| Inglés                          | 12                              | 12                              | 06                              | 30                              |                                 |
| Francés                         | 06                              | 12                              | 06                              | 24                              |                                 |
| Portugués                       | 06                              | 02                              | 02                              | 10                              |                                 |
| Italiano                        | 06                              | 06                              | 03                              | 15                              |                                 |
| Alemán                          | 12                              | 10                              | 03                              | 25                              |                                 |
| Quechua                         | 08                              | 08                              | 06                              | 22                              |                                 |
| Chino                           | 06                              | 06                              | 06                              | 18                              |                                 |
| Coreano                         | 06                              | 06                              | 06                              | 18                              |                                 |
| Japonés                         | 06                              | 06                              | 06                              | 18                              |                                 |

Además se brindan cursos especiales de portugués e inglés para estudiantes de postgrado.